# Periplaneta lebedinskii
Periplaneta lebedinskii är en kackerlacksart som beskrevs av Adelung 1903. Periplaneta lebedinskii ingår i släktet Periplaneta och familjen storkackerlackor.
Artens utbredningsområde är Etiopien. Inga underarter finns listade i Catalogue of Life.